# خوان غونزاليس (لاعب كرة قدم)
خوان غونزاليس (بالإسبانية: Juan Gonzalez)‏ (1 يناير 1988 بكالي في كولومبيا - ) هو لاعب كرة قدم كولومبي في مركز الدفاع. لعب مع New York Cosmos (2010) ‏.

## وصلات خارجية
- خوان غونزاليس على موقع قاعدة بيانات كرة القدم.إي يو (الإنجليزية)